# Kas Oosterhuis
Kas Oosterhuis (1951-) es un arquitecto de origen neerlandés destacado por su investigación en torno a las nuevas tecnologías de fabricación digital aplicadas a la arquitectura y la construcción.

## Biografía
Nació el 4 de julio de 1951 en Amersfoort (Utrecht). Es diplomado en la TU Delft architecture (Países Bajos, 1970-79) y Unit Master en la Architectural Association (Londres, 1987-89). Entre 1988 y 1989 vivió y trabajó en el estudio Theo van Doesburg con Ilona Lénárd. En 1989 fundó la agencia Kas Oosterhuis Architekten (Róterdam). Desde el año 2000 ejerce como profesor en la Technical University Delft. En el año 2003 cambia el nombre de su oficina por ONL [Oosterhuis_Lénárd] BV, incluyendo a Ilona Lénárd, artista visual y colaboradora asidua en sus proyectos. 2005 se convierte en un año de expansión para ONL, asociándose con la Nanjing University of Technology (Nankín, China).

## Obra
Kas Oosterhuis ha enfocado su producción arquitectónica al desarrollo de las nuevas posibilidades que ofrecen los métodos de diseño y fabricación asistida (CAD/CAM). Uno de sus primeros trabajos, el Saltwater Pavilion en Neeltje-Jans marca el inicio de su exploración en la generación y construcción de edificios partiendo de modelos 3d realizados por ordenador al mismo tiempo que comienza a desarrollar un nuevo concepto la E-motive Architecture, basado en la respuesta en tiempo real de la arquitectura a través de la absorción de datos del entorno (factores climáticos, funcionales, ocupacionales...) mediante la introcucción de sensores y otros mecanismos que envían los estímulos externos a un ordenador encargado de procesarlos. Estas tesis han sido continuamente revisadas en sus proyectos posteriores, destacando el pabellón multimedia Web of North-Holland para la Floriade World Exhibition, (Haarlemmermeer, Píses Bajos) en 2002 y la barrera acústica (2006) y concesionario Hessing Cockpit (2005), ambos en la ciudad de Utrecht como ejemplos de edificios construidos estrictamente siguiendo el proceso file to factory.
Además de sus proyectos, Kas Oosterhuis ha desarrollado un paradigma teórico a partir de su experimentación arquitectónica que expone en varios libros publicados. Entre ellos, destacar Architecture goes wild (010 publishers, 2002) colección de textos y entrevistas obre su obra y su visión de la arquitectura Hyperbodies, towards an e-motive architecture (birkhäuser, 2003) donde expone una serie de reflexiones sobre los temas tratados en sus proyectos.

## Obras principales
- 1987 BRN Catering
- 1991 Villa Hutten
- 1991 Drive-in Patio Housing the Hague
- 1993 De Kassen Kattenbroek
- 1994 Dijken Housing
- 1994 Daken Housing
- 1995 Elhorst/ Vloedbelt Garbagetransferstation
- 1995 Dancing Facades
- 1997 Musicsculpture
- 1997 Saltwaterpavilion Neeltje Jans Zeeland
- 1998 TGV Housing
- 1998 Family Zoetermeer
- 2000 8-Bit Housing
- 2002 TT Monument
- 2002 Web of North-Holland Floriade
- 2005 Masterplan Automotive Complex
- 2005 Hessing Cockpit
- 2006 Acoustic Barrier
- 2006 Digital Pavilion, Seoul Corea del Sur
- 2006 iWeb TU Delft
- 2007 BMW Ekris Headlights
- 2007 F side, 56 houses Bijlmermeer Amsterdam
- 2007 Drents Museum, Assen the Netherlands
- 2007 Dubai Sports City, Dubai United Arab Emirates
- 2007 Capital Centre, Abu Dhabi United Arab Emirates
- 2007 Landmark, Kaiserslautern Germany
- 2007 CET Landmark, Budapest Hungary

## Premios
- 1996 National Steelprize honorable mention [Garbagetransferstation Elhorst/ Vloedbelt]
- 1996 OCÉBNA Prize for industrial Architecture [Garbagetransferstation Elhorst/ Vloedbelt]
- 1998 Zeeuwse Architectuurprijs [Saltwaterpavilion]
- 1998 Business Week/ Architectural Record Award [Garbagetransferstation Elhorst/ Vloedbelt]
- 1999 National Steelprize nomination [Saltwaterpavilion]
- 1999 Mies van der Rohe Award nomination [Saltwaterpavilion]
- 2002 European Aluminium Award nomination  [TT Monument and Web of North-Holland]
- 2005 Proholz Prize, Austria [Schmetterling Wingman]
- 2006 Funda Award [Hessing Cockpit in Acoustic Barrier]
- 2007 Mies van der Rohe Award nomination [Cockpit in Acoustic Barrier]
- 2007 National Steel Prize [Cockpit in Acoustic Barrier]
- 2007 Dutch Design Prize [Cockpit in Acoustic Barrier]

## Escritos
- 1990 the open volume wiederhall 12
- 1995 sculpture city book+CD rom [010 publishers]
- 1998 Kas Oosterhuis architect_Ilona Lénárd visual artist [010 publishers]
- 1999 vectorial bodies archis 6/99
- 2001 Emotive Architecture Inaugural Speech, Faculty of Architecture TU Delft
- 2002 programmable architecture [l’ARCAEDIZIONI]
- 2002 architecture goes wild [010 publishers]
- 2003 hyperbodies towards an e-motive architecture [birkhäuser]
- 2004 Gamesetandmatch, TU Delft
- 2004 BCN Speed and Friction, ESARQ Barcelona
- 2006 GameSetandMatch II, Episode Publisher
- 2006 ONL Hyperbody Logic, AADCU publicatishers, Bejing, China
- 2006 ONL monography, Images publishers Australia
- 2007 iA # 1 Interactive Architecture bookzine, Episode Publishers Rotterdam